# Ossolin (Mazovie)
Pour les articles homonymes, voir Ossolin.
Ossolin (prononciation : [ɔsˈsɔlin]) est un village polonais situé dans la gmina de Liw dans le powiat de Węgrów et en voïvodie de Mazovie dans le centre-est de la Pologne.
Le village a une population de 130 habitants en 2006.

## Histoire
De 1975 à 1998, le village appartenait administrativement à la voïvodie de Siedlce.